# Jacob van Maerlantprijs
De Jacob van Maerlantprijs was een Belgische literatuurprijs, vroeger bekend als 'Het van Maerlantje', die jaarlijks werd uitgereikt aan het beste kinder- of jeugdboek. De prijs was een initiatief van de Jacob van Maerlant vzw, opgericht in 1984 met Karel Verleyen als voorzitter, met als doel Nederlandstalige literatuur in het algemeen te bevorderen, en in het bijzonder jeugdliteratuur. De vzw hield op te bestaan in 1993 en de prijs werd overgenomen door Davidsfonds en de Van Maerlantstichting. Vanaf toen werd de prijs om de twee jaar toegekend aan het beste onuitgegeven Nederlandstalig verhalend kinderboek voor jongeren tussen 8 en 11 jaar. Het prijsgeld werd van 25.000 Belgische frank opgetrokken tot 200.000 Belgische frank (bijna € 5000). In 1994 werd de prijs voor de laatste keer uitgereikt.
Naast de Jacob van Maerlantprijs nam de Jacob van Maerlant vzw ook twee andere literaire initiatieven: de tweejaarlijkse debutantenprijs, waarbij manuscripten van debutanten in de jeugdliteratuur beloond werden, en de vijfjaarlijkse Van Maerlant Oeuvreprijs die slechts één keer, in 1989, werd uitgereikt aan Gerda van Cleemput voor haar oeuvre in de jeugdliteratuur.

## Winnaars
- 1985: 'De hel bestaat' van Willy Spillebeen
- 1986: 'Windenkind' van Annelies Tock
- 1987: 'Geen meiden aan boord' van Johan Ballegeer
- 1988: 'Het etiket van juffrouw Jet' van Mieke Vanpol
- 1989: 'Een wolk als afscheid' van Katrien Seynaeve
- 1990: 'Een muur van hitte / Sporen in de sneeuw' van Jaak Dreesen
- 1992: 'Puntje, puntje, puntje' van Geert de Kockere & Geert Vervaeke
- 1994: 'Indiaan met blanke voet' van Maria Jacques